# Trox trilobus
Trox trilobus är en skalbaggsart som beskrevs av Haaf 1954. Trox trilobus ingår i släktet Trox och familjen knotbaggar. Inga underarter finns listade i Catalogue of Life.